# Ponzano di Fermo
Ponzano di Fermo est une commune italienne d'environ 1 700 habitants, située dans la province de Fermo, dans la région Marches, en Italie centrale.

## Administration
| Période                                  | Période | Identité | Étiquette | Qualité |
| ---------------------------------------- | ------- | -------- | --------- | ------- |
|                                          |         |          |           |         |
| Les données manquantes sont à compléter. |         |          |           |         |

### Hameaux
Torchiaro et Capparuccia

### Communes limitrophes
Fermo, Grottazzolina, Monte Giberto, Monterubbiano, Petritoli